# Liste der Monuments historiques in Breuches
Die Liste der Monuments historiques in Breuches führt die Monuments historiques in der französischen Gemeinde Breuches auf.

## Liste der Immobilien
| Bezeichnung         | Beschreibung                                                                                            | Standort                     | Kennzeichnung | Schutzstatus | Datum | Bild |
| ------------------- | --- | ---------------------------- | ------------- | ------------ | ----- | ---- |
| Château de Breuches | Anwesen eines Industriellen, um 1828, 1890 nach einem Brand wiederhergestellt; mit Gewächshaus und Park | 2 Château de Breuches (Lage) | PA00132860    | Inscrit      | 1994  |      |

## Liste der Objekte
| Bezeichnung                             | Beschreibung                                                      | Standort                                     | Kennzeichnung | Schutzstatus | Datum | Bild |
| --------------------------------------- | ----------------------------------------------------------------- | -------------------------------------------- | ------------- | ------------ | ----- | ---- |
| Gemälde Madonna mit Kind                | Ölfarbe auf Holz, 16. Jahrhundert; nach Andrea del Sarto          | in der Kirche Assomption-de-la-Vierge (Lage) | PM70000165    | Classé       | 1912  |      |
| Gemälde Mariä Heimsuchung               | Ölfarbe auf Leinwand, 16. Jahrhundert; nach Sebastiano del Piombo | in der Kirche Assomption-de-la-Vierge (Lage) | PM70000166    | Classé       | 1912  |      |
| Gemälde Kreuzabnahme                    | Ölfarbe auf Holz, 16. Jahrhundert                                 | in der Kirche Assomption-de-la-Vierge (Lage) | PM70000167    | Classé       | 1912  |      |
| Gemälde Anbetung der Hirten             | Ölfarbe auf Leinwand, 17. Jahrhundert, Murillo-Schule             | in der Kirche Assomption-de-la-Vierge (Lage) | PM70000168    | Classé       | 1912  |      |
| Skulptur Vierge de Coucy                | Alabaster, 16. Jahrhundert                                        | im Pfarrhaus (Lage)                          | PM70000169    | Classé       | 1959  |      |
| Skulptur Madonna mit Kind               | Holz, vergoldet, 18. Jahrhundert                                  | in der Kirche Assomption-de-la-Vierge (Lage) | PM70000170    | Classé       | 1972  |      |
| Zwei Engelsskulpturen                   | Holz, vergoldet, 18. Jahrhundert                                  | in der Kirche Assomption-de-la-Vierge (Lage) | PM70000171    | Classé       | 1972  |      |
| Sechs Altarleuchter                     | Holz, vergoldet, erste Hälfte des 19. Jahrhunderts                | in der Kirche Assomption-de-la-Vierge (Lage) | PM70002229    | Inscrit      | 1989  |      |
| Gemälde Taufe Christi                   | Ölfarbe auf Leinwand, 18. Jahrhundert                             | in der Kirche Assomption-de-la-Vierge (Lage) | PM70002230    | Inscrit      | 1989  |      |
| Gemälde Heilige Ferreolus und Ferrutius | Ölfarbe auf Leinwand, 18. Jahrhundert                             | in der Kirche Assomption-de-la-Vierge (Lage) | PM70002231    | Inscrit      | 1989  |      |